# Klonoa (computerspelserie)
Klonoa is een computerspelserie van platformspellen ontwikkeld en uitgegeven door Namco.

## Beschrijving
In de spellen neemt de speler de rol aan van Klonoa om de werelden Phantomile en Lunatea te bezoeken. Als Dromenreiziger moet hij zorgen dat alle dromen niet in gevaar komen. Tijdens zijn reis maakt hij nieuwe vrienden, waarvan sommige terugkeren in nieuwe titels. De gameplay bestaat uit het lopen en springen op platforms en het oplossen van puzzels.
Het personage Klonoa verscheen in andere computerspellen van Namco. Zo is hij een speelbaar personage in Namco x Capcom, Moto GP, Alpine Racer 3, Smash Court Tennis 3, Pro Baseball: Famista 2011 en Taiko no Tatsujin. Een animefilm met Klonoa stond gepland, maar werd begin 2019 geannuleerd.
Het eerste spel in de reeks genaamd Klonoa: Door to Phantomile werd uitgebracht op 11 december 1997. Het spel werd geprezen om de mix van tweedimensionale gameplay met 3D-elementen. Er kwamen twee opvolgers voor de WonderSwan en Game Boy Advance. Andere speltitels verschenen ook voor de PlayStation, PlayStation 2 en in 2008 voor de Wii. De speltitel Klonoa Phantasy Reverie Series wordt verwacht in juli 2022 en is een verzamelbundel van eerdere spellen die zijn geremasterd.
Spellen in de serie zijn positief ontvangen in recensies. Men prees de gameplay, graphics en het verhaal. De spelserie verkocht echter minder goed dan verwacht.

## Spellen in de reeks
| Jaar | Titel                                                               | Platform(s)                                                              |
| ---- | ------------------------------------------------------------------- | ------------------------------------------------------------------------ |
| 1997 | Klonoa: Door to Phantomile                                          | PlayStation                                                              |
| 1999 | Klonoa: Moonlight Museum                                            | WonderSwan                                                               |
| 2001 | Klonoa: Empire of Dreams                                            | Game Boy Advance                                                         |
| 2001 | Klonoa 2: Lunatea's Veil                                            | PlayStation 2                                                            |
| 2002 | Klonoa Beach Volleyball                                             | PlayStation                                                              |
| 2002 | Klonoa 2: Dream Champ Tournament                                    | Game Boy Advance                                                         |
| 2002 | Klonoa Heroes: Densetsu no Star Medal (Alleen uitgebracht in Japan) | Game Boy Advance                                                         |
| 2008 | Klonoa                                                              | Wii                                                                      |
| 2022 | Klonoa Phantasy Reverie Series                                      | Windows, Switch, PlayStation 4, PlayStation 5, Xbox One, Xbox Series X/S |